# Vereinigung der gegenseitigen Bauernhilfe
Vereinigung der gegenseitigen Bauernhilfe (VdgB, d.i. Vereniging voor Wederzijdse Boerenhulp), was in de DDR een van de massaorganisaties van het Nationaal Front als een soort "boerenvakbond." De VdgB werd in 1946 opgericht en had van 1949 tot 1963 14 zetels in de Volkskammer (parlement). Na 1963 kreeg de VdgB geen zetels van volksvertegenwoordigingen meer, omdat haar voornaamste doel, medewerking aan de door de SED (Sozialistische Einheitspartei Deutschlands) opgedrongen collectivisatie van de landbouw, goeddeels was voltooid. Van 1986-1990 had de organisatie wel weer leden in de Volkskammer.
De voorzitters waren over het algemeen afkomstig uit de communistische SED.
In 1990 ging de VdgB op in de West-Duitse boerenbond.